# ハン・ドッグ
ハン・ドッグ（英: Han Dog）は、漢王朝の時代に警備犬（house guard）として飼育されていた犬種。現在は絶滅。チャウ・チャウやシャー・ペイに似ているが、これらの犬種の原型の一つである可能性が取りざたされている。

## 概要
絶滅した犬種ではあるが、現存する芸術作品からその姿をうかがい知ることができる。ハン・ドッグを表現した作品では、その姿はかなりの一貫性を持っており、犬種として存在していたと考えられる。がっしりした体格で、脚は短めで首と胴が太い。立ち耳・巻き尾。口角は広く、口を開けてうなり声を出した。抑制用のハーネスを身に着けている点も共通で、不審者の侵入に備えて敷地の外につないでいたと考えられる。
後漢（25年 - 220年）の墓所からも陶器製のハン・ドッグが出土しているが、これは被葬者を護る象徴的な役割を担うとされる。